# تيزي اندرار (أولاد علي بن عيسى)
تيزي اندرار هو دُوَّار يقع بجماعة سيدي علي بورقبة، إقليم تازة، جهة فاس مكناس في المملكة المغربية. ينتمي الدوّار لمشيخة أولاد علي بن عيسى التي تضم 7 دواوير. يقدر عدد سكانه بـ 607 نسمة حسب الإحصاء الرسمي للسكان والسكنى لسنة 2004.

## روابط خارجية
- البوابة الوطنية للجماعات الترابية نسخة محفوظة 12 مارس 2018 على موقع واي باك مشين.
- المندوبية السامية للتخطيط